# Santuari d'Itsukushima
El Santuari d'Itsukushima (japonès: 厳島神社, Itsukushima-jinja) és un santuari xintoista (un jinja) fundat l'any 593, que està situat a l'illa d'Itsukushima, depenent de la ciutat de Hatsukaichi a la prefectura d'Hiroshima. El santuari és inscrit a la Patrimoni de la Humanitat de la UNESCO des de 1996 i també forma part dels Tresors Nacionals del Japó.
El santuari d'Itsukushima és una de les atraccions turístiques més populars del Japó. És famós especialment per la seva espectacular porta, o torii, als afores del santuari, els pics sagrats del mont Misen, els extensos boscos i les seves vistes a l'oceà. El complex del santuari en si consta de dos edificis principals: el santuari de Honsha i el Sessha Marodo-jinja, així com 17 edificis i estructures diferents que ajuden a distingir-lo.

## Característiques
L'illa d'Itsukushima es troba al mar interior de Seto. La zona declarada Patrimoni de la Humanitat inclou les 432,1 hectàrees dins de l'illa i una zona al voltant de 2.634,3 hectàrees que inclou la resta de l'illa i part del mar circumdant. La zona la conformen dos conjunts de santuaris. El complex Honsha que n'és el principal i consta de 37 edificis i els auxiliars, el Sessha Marodo-jinja que també inclou una zona boscosa al voltant del mont Misen i que inclou dinou edificis més.
L'estructura actual va ser construïda per Mori Motonari l'any 1571 i reprodueix l'estil arquitectònic Heian del segle xii.
El santuari principal està dedicat a les tres deesses de Munakata: Ichikishima-hime, Tagitsu-hime i Tagori-hime, deesses del mar, el transport, la fortuna i les arts. Té una superfície d'uns 270m², i així és un dels més grossos del Japó.
El santuari Marodo o secundari està dedicat les cinc deïtats masculines: Amenooshihomimi-no-mikoto, Ikitsuhikone-no-mikoto, Amenohohi-no-mikoto, Amatsuhikone-no-mikoto i Kumanokusubi-no-mikoto. Aquest santuari (el més gran dels secundaris) està subordinat al santuari principal d'Itsukushima i té un estil molt similar al principal amb algunes diferències. En un costat de la sala de culte hi ha una sala de reclusió i a l'altre, una cambra de sutra, en la qual els sacerdots recitaven sutres.
Una altra característica del lloc és el seu torii, anomenat o-torii (gran porta torii) situat a poc més de dos-cents metres del santuari principal. La característica principal d'aquest torii és que queda envoltat d'aigua a plenamar i s'hi pot accedir a peu a baixamar. El torii actual de 1875, és el vuité que s'hi ha erigit des que es va fundar el temple. Actualment mesura 16,8 metres d'alçada i s'aguanta sobre quatre pilars d'aproximadament 13,4 metres d'altura i 9,9 metres de circumferència fets de cedre natural. El travesser mesura uns 23,3 metres de llarg. La teulada està coberta d'escorça de xiprer japonès i la resta de l'estructura està lacada de color carbassó vermellós.

## Història
Els primers edificis del santuari es van erigir probablement durant el segle vi, l'any 593, per Saeki Kuramoto, tot i que les primeres mencions del santuari daten de l'any 811, en el Nihon Koki («Notes sobre el Japó») on es mencionava aquest i altres temples. L'any 1168, quan Taira no Kiyomori va ser promogut governador de la província d'Aki, el clan Taira el va convertir en un centre de culte pel clan. El van reformar en l'estil arquitectònic en el qual es construïen les residències de la noblesa en aquella època. Amb el temps, va fer-se famós i va atraure més fidels al temple.
Després dels Taira, el clan governant Genji el va continuar venerant i patrocinant. Així també ho van fer Ashikaga Takauji (1305-1358) i Ashikaga Yoshimitsu (1358-1408) i altres shoguns del període Muromachi i pels clans Ōuchi i Mōri durant les èpoques de guerra.
El santuari principal va ser danyat per dos incendis els anys 1207 i també l'any 1223. Tot i les posteriors restauracions, cada una d'aquestes van canviar la forma del temple tal com demostren unes il·lustracions del període Koan (1278-1288). També l'any 1325 un tifó el va danyar. Tot i aquestes reformes, l'estil arquitectònic s'ha mantingut fidelment.
Des del període Kamakura fins a l'època de les guerres civils, el santuari d'Itsukushima va perdre popularitat fins a gairebé acabar en ruïnes. Quan Mori Motonari van guanyar la batalla d'Itsukushima l'any 1555, aquest va tornar a recuperar l'estatus que havia tingut anteriorment. L'estructura actual del temple principal va ser restaurada l'any 1571, respectant l'estil arquitectònic que va utilitzar Kiyomori durant el segle xii.

## Arquitectura

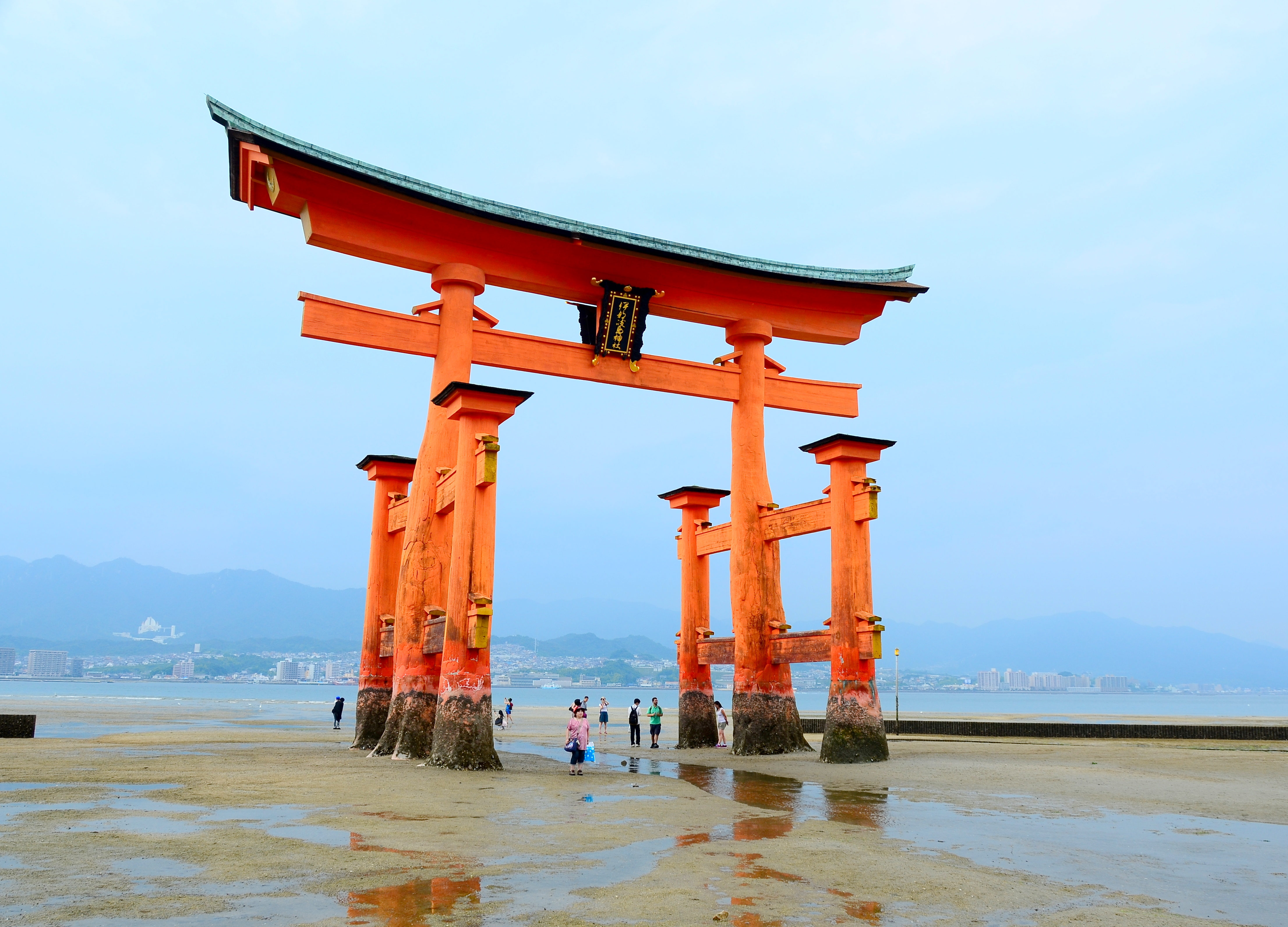
La porta torii, accessible des de l'illa durant la marea baixa

El Japó ha fet un gran esforç per conservar l'arquitectura del Santuari, d'estil del segle xii, al llarg de la seva història. El santuari va ser dissenyat i construït segons l'estil Shinden-zukuri, dotat d'estructures en forma de moll sobre la badia de Matsushima per a crear la il·lusió d'estar surant sobre l'aigua, separat de l'illa, a la qual els devots podien acostar-se «com un palau sobre la mar». Aquesta idea d'entrellaçar l'arquitectura i la naturalesa és un reflex d'una tendència popular durant el segle xvi, així com del període Heian en el qual les estructures japoneses tendien a «seguir al seu entorn», permetent sovint que els arbres, l'aigua i altres formes de bellesa natural entressin en la decoració de les cases i edificis. Això va portar a una relació molt més íntima entre tots dos. Està prohibit talar els arbres i destaca la variada fauna i flora, i la presència de cérvols.

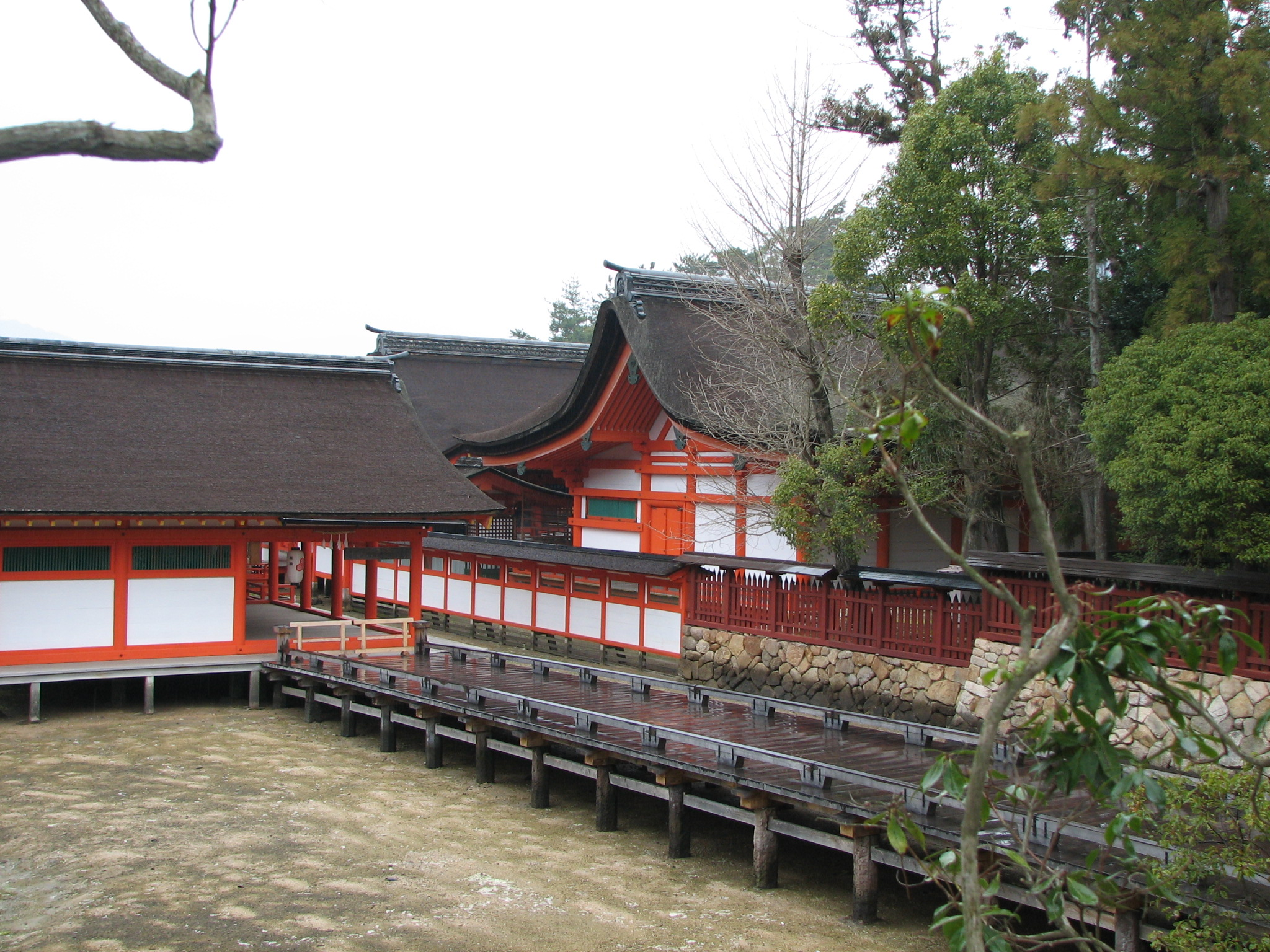
Itsukushima honden

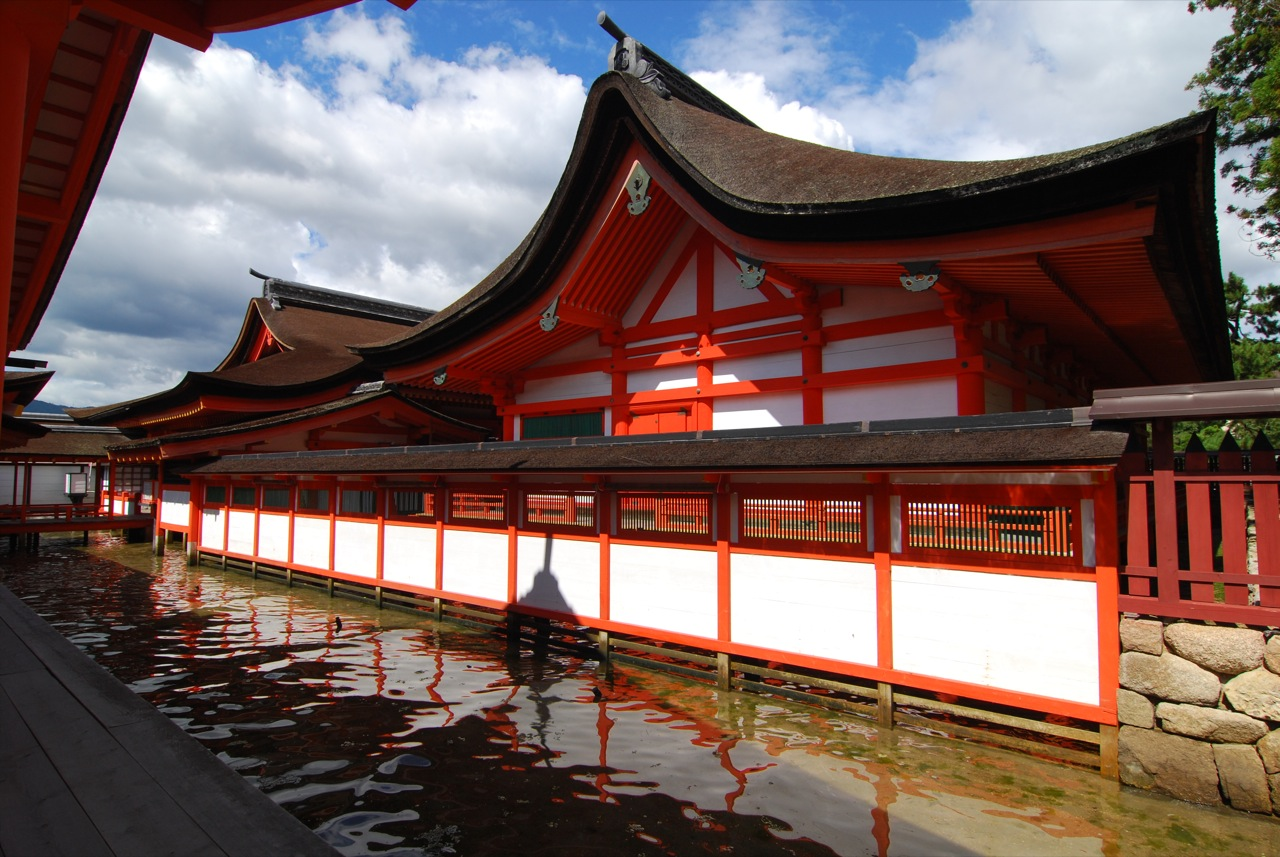
Itsukushima haiden

La característica més recognoscible i cèlebre del santuari d'Itsukushima és la seva porta otorii («gran porta») de quinze metres d'altura, construïda amb fusta de camforer resistent a la descomposició. La col·locació d'una pota addicional davant i darrere de cada pilar principal identifica el torii com un reflex de l'estil de Ryōbu Shintō (sintoisme dual), una escola medieval de budisme esotèric japonès associada a la secta Shingon. El torii sembla estar surant només quan la marea és alta. Quan la marea està baixa, només es pot accedir a peu des de l'illa. La recol·lecció de marisc prop de la porta també és popular durant la marea baixa. A la nit, les potents llums de la riba il·luminen el torii. Encara que la porta ha estat en funcionament des de 1168, la porta actual data només de 1875.
L'arquitectura sintoista té moltes parts diferents, la majoria de les quals inclouen el honden (sala principal) del santuari i l'inusualment llarg haiden (oratori principal), i el seu igualment llarg heiden (sala d'ofrenes). El honden «és una estructura de vuit per quatre crugies amb un sostre de kirizuma revestit d'escorça de xiprer» Les seves parets estan decorades amb estuc blanc; es van construir mitjançant un procés que requeria quinze capes d'estuc blanc, amb fusteria vermelló.
Als costats del haraiden del santuari principal s'estén un escenari de noh que data de 1590. Les representacions teatrals de noh s'han utilitzat durant molt de temps per a retre homenatge als déus mitjançant la representació ritual d'esdeveniments clau del mite sintoista.
El 5 de setembre de 2004, el santuari va sofrir greus danys a causa de la Tifó Songda. Els passejos marítims i la teulada van quedar parcialment destruïts, i el santuari es va tancar temporalment per a reparar-lo. Avui dia qualsevol pot anar a visitar el santuari per 300 iens.

## Significat religiós
El santuari de Itsukushima està dedicat a les tres filles de Susanoo, el déu del mar i de la tempesta en el xintoisme. Les tres filles de Susanoo són Ichikishimahime no mikoto, Tagorihime no mikoto i Tagitsuhime no mikoto. També es coneixen com sanjoshin o "les tres deïtats femenines". Kiyomori creia que les deesses eren "manifestacions de Guanyin", per la qual cosa l'illa es veia com la llar del Bodhisattva. En japonès, Itsukushima es tradueix com a "illa dedicada als déus". De fet, la pròpia illa també es considera un déu, per la qual cosa el santuari es va construir als afores de l'illa. A més de la seva santedat, la muntanya Misen és "el seu pic més alt", d'uns "1.755 peus d'altura". Els turistes poden pujar al cim a peu o en telefèric.
Entre els seus tresors hi la cèlebre Heike Nōkyō, que són els sutras dedicats pel Clan Taira.  Consisteixen en trenta-dos pergamins, en els quals Kiyomori, els seus fills i altres membres d'aquesta família van copiar els sutras del Lotus, de l'Amida i del Cor. Cada membre de la família van completar la transcripció d'un pergamí, i el mateix Kiyomori i altres membres del seu clan els va decorar amb plata, or i nacre.
Originalment Itsukushima era un santuari xintoista pur "en el qual no es permetia que els naixements o les morts causessin contaminació". Com que la pròpia illa ha estat considerada sagrada, als plebeus no se'ls permetia posar-hi el peu durant gran part de la seva història per a mantenir la seva puresa. Conservar la puresa del santuari és tan important que des de 1878 no es permeten que hi hagi morts ni naixements en les seves proximitats. Avui dia, es demana a les dones embarassades que es retirin a terra ferma quan s'acosta el dia del part, igual que els malalts terminals o els ancians que es preveu que puguin morir aviat. Els enterraments a l'illa estan prohibits. Per a permetre que els pelegrins s'acostin, el santuari es va construir com un moll sobre l'aigua, de manera que semblava surar, separat de la terra. La porta d'entrada vermella, o torii, es va construir sobre l'aigua per una raó molt semblant. Els plebeus havien de conduir els seus vaixells a través del torii abans d'acostar-se al santuari.

## Galeria

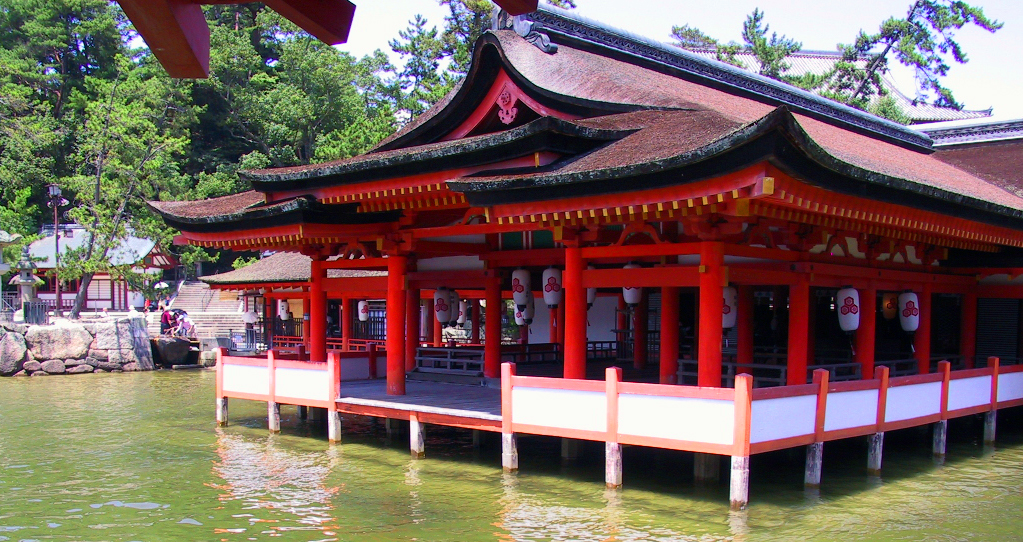
Les edificacions del temple estan construïdes sobre l'aigua.
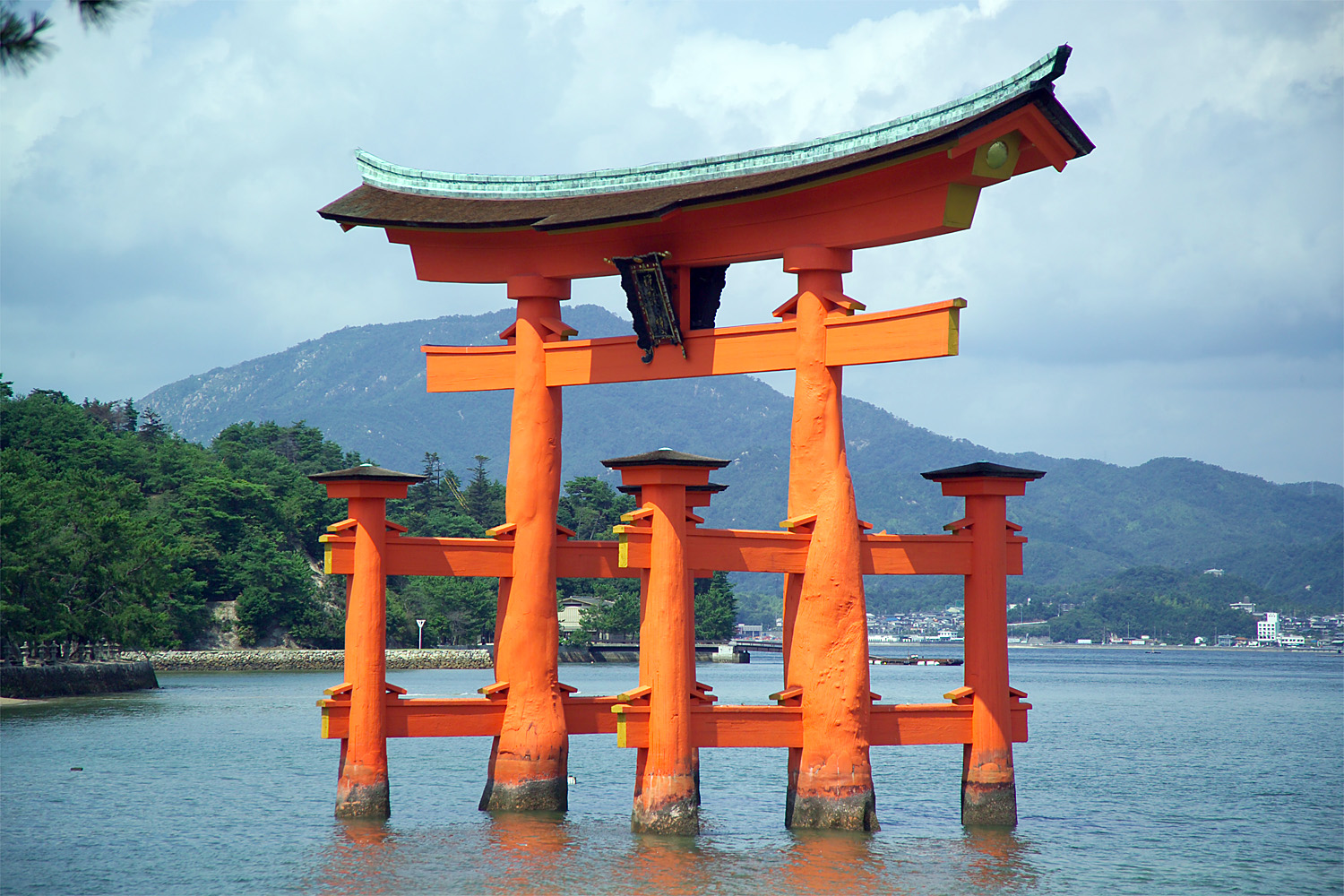
Vista del torii.
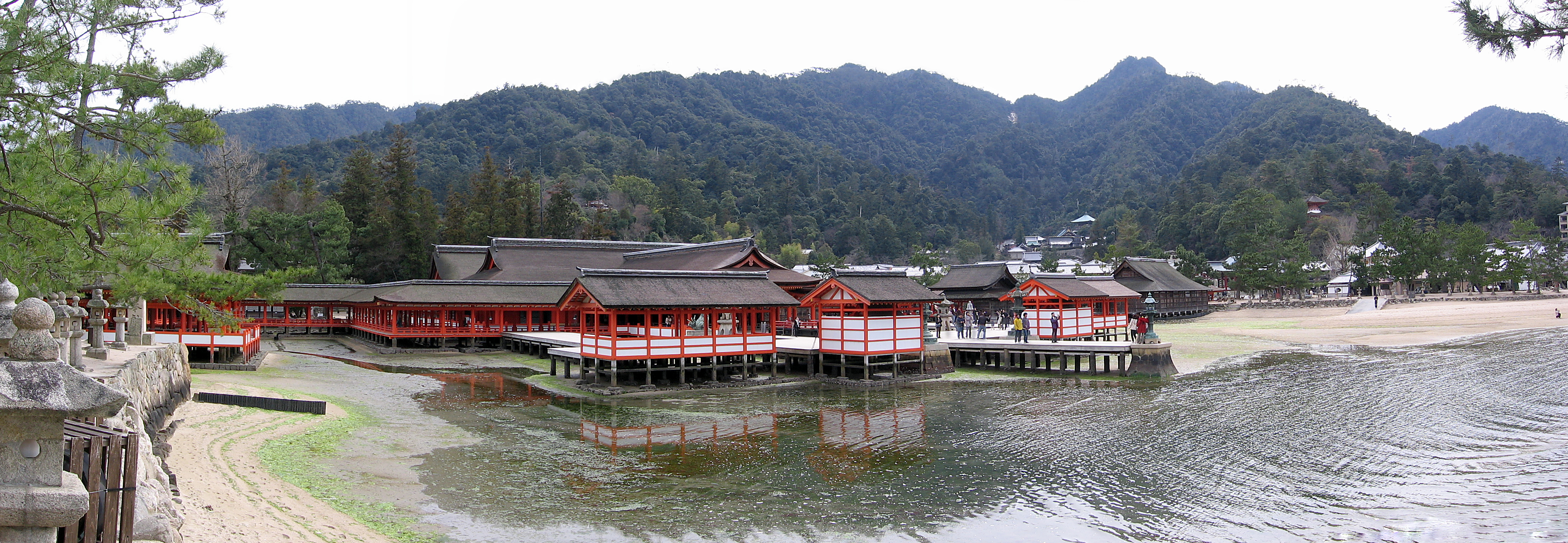
Vista del santuari.
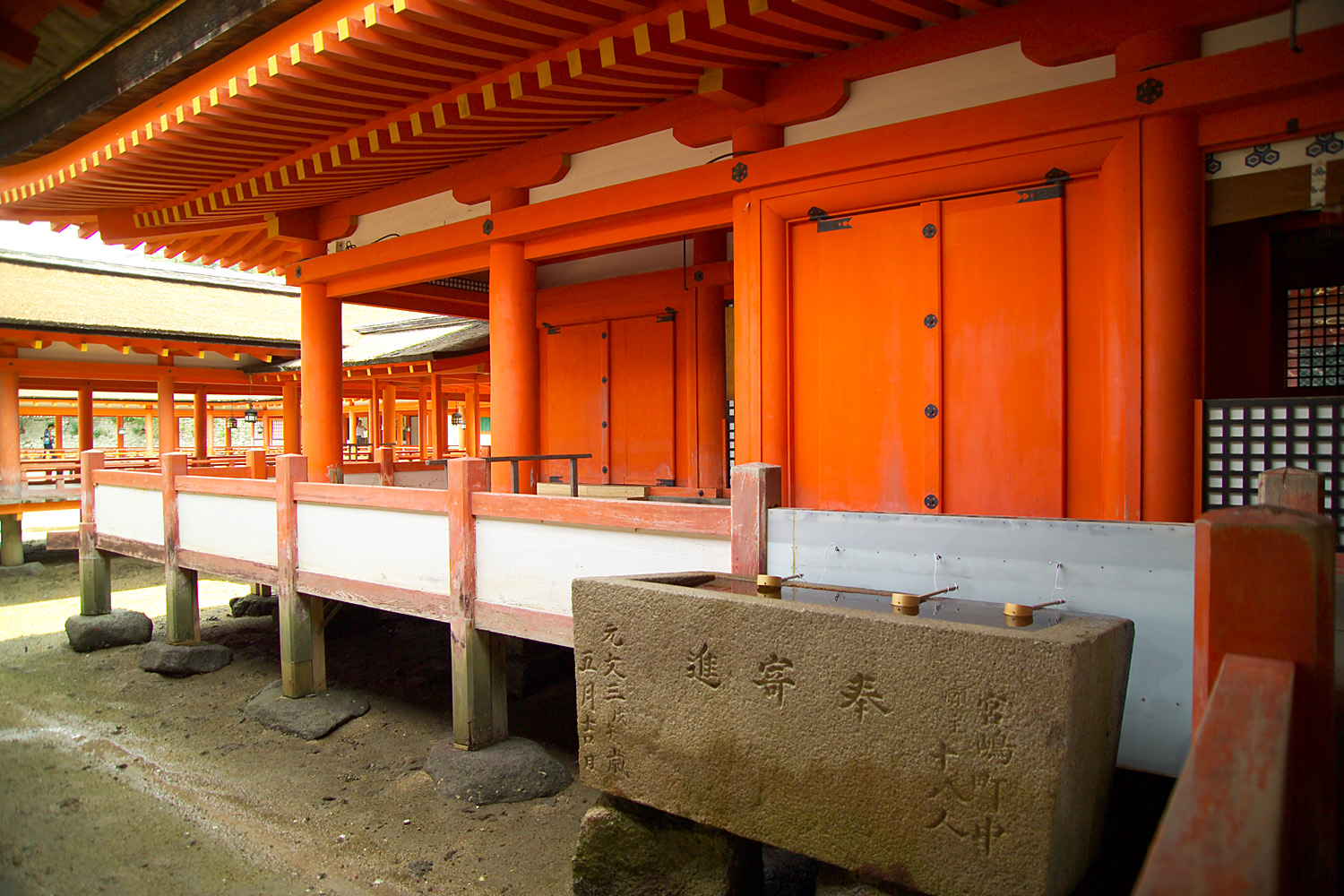
El Haiden.
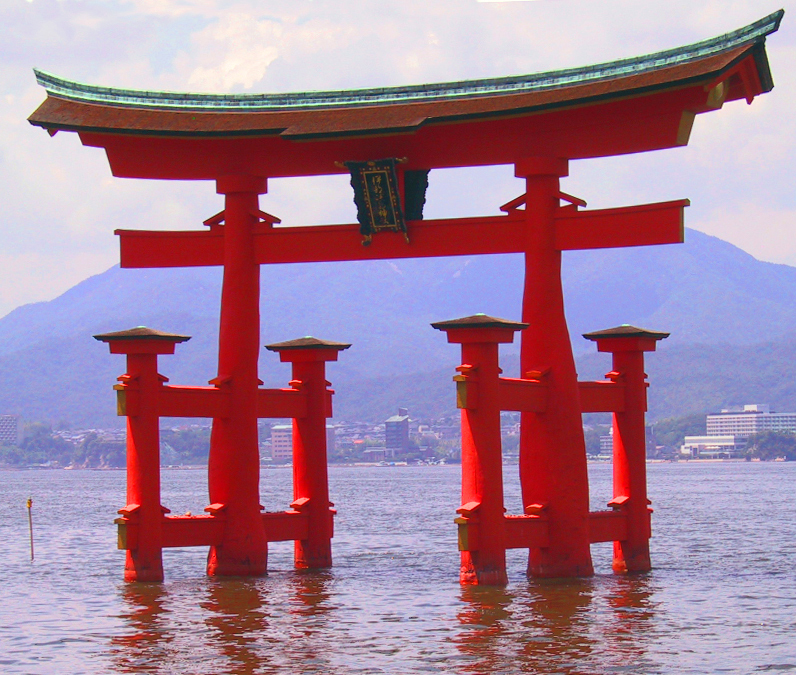
Una altra vista del Torii.
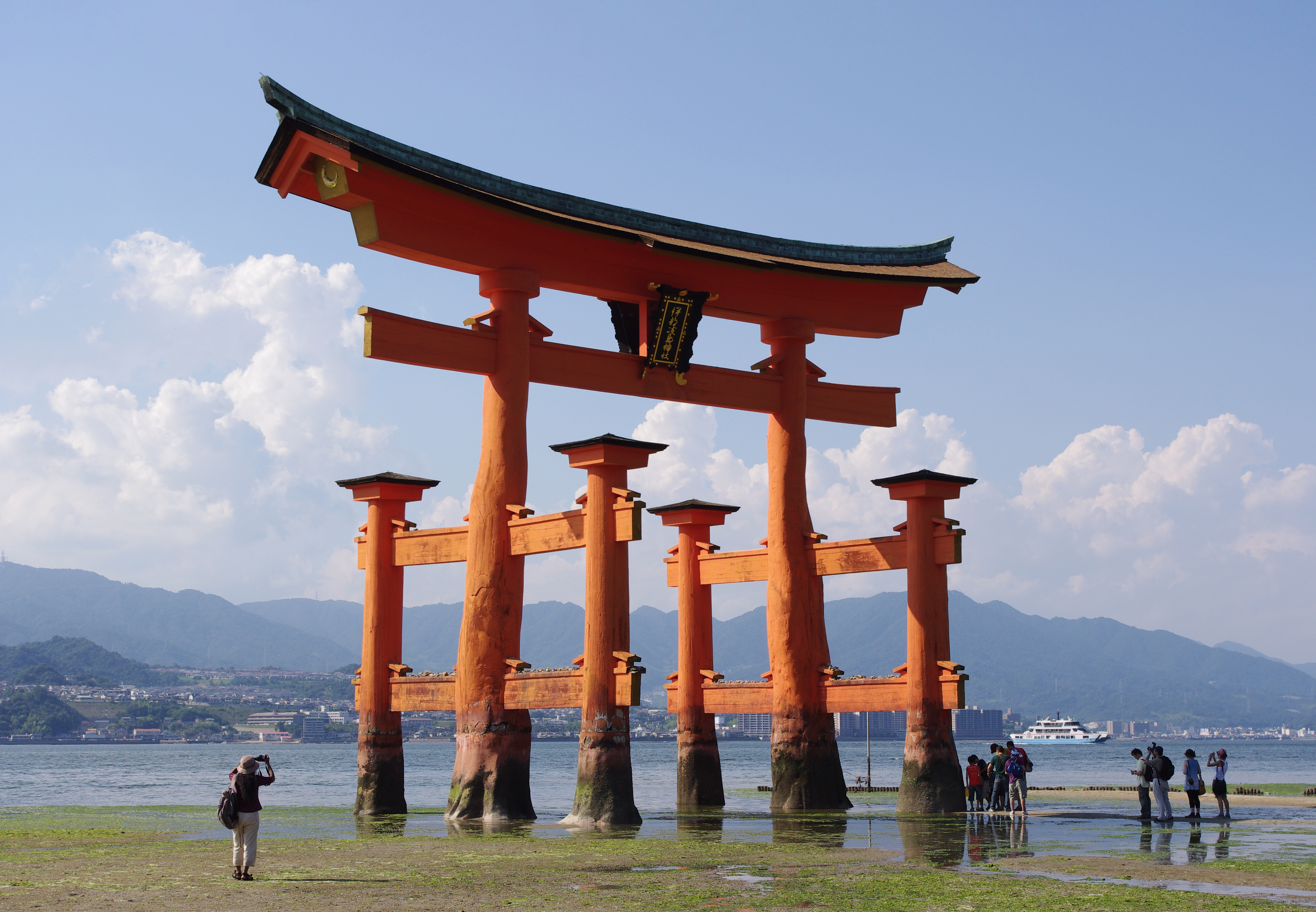
El Torii durant la marea baixa.